# Oregon Trail

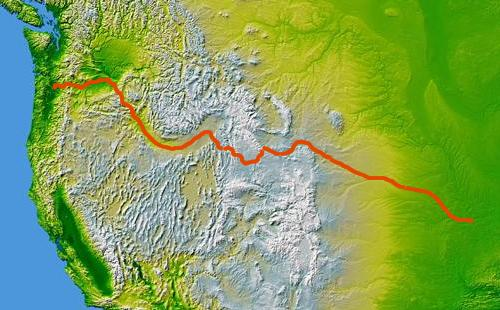
De Oregon Trail van Independence (Missouri) naar Oregon City

De Oregon Trail is een meer dan 3400 km lange route die over land door de Verenigde Staten loopt van Missouri tot aan de monding van de rivier de Columbia aan de grens tussen Washington en Oregon. De route werd vooral in de 19e eeuw gebruikt door pioniers die in het 'wilde westen' van de VS een nieuw leven wilden opbouwen in Oregon, waar vruchtbare landbouwgrond beschikbaar was.
De route had verschillende startpunten in het huidige Iowa, Missouri of Nebraska, maar al deze aanlooproutes convergeerden langs de benedenloop van de rivier de Platte nabij Fort Kearny. Het oostelijk deel van de Oregon Trail werd ook gebruikt door andere routes naar het westen, zoals de California Trail (vanaf 1843-44), de Mormon Trail (vanaf 1847) en de Bozeman Trail (vanaf 1863). Deze routes splitsten halverwege af naar hun respectievelijke bestemmingen. Toen in 1869 de transcontinentale spoorweg was voltooid nam de Oregon Trail in betekenis af hoewel hij tot aan het eind van de 19e eeuw nog werd gebruikt. Tegenwoordig volgen snelwegen grotendeels dezelfde route die de pioniers hebben gevolgd.

## Ontwikkeling van de route
De route werd gevestigd tussen 1811 en 1840, voornamelijk door bontjagers en -handelaren. In 1836 werd de eerste karavaan georganiseerd met huifkarren. Deze vertrok in Independence (Missouri) en kon beschikken over een route geschikt voor huifkarren tot Fort Hall, in het huidige Idaho, in het stroomgebied van de Columbia. Een voor huifkarren begaanbare route werd verder ontwikkeld tot in 1846, toen het laatste stuk weg werd "aangelegd".

### Eerste verkenningen

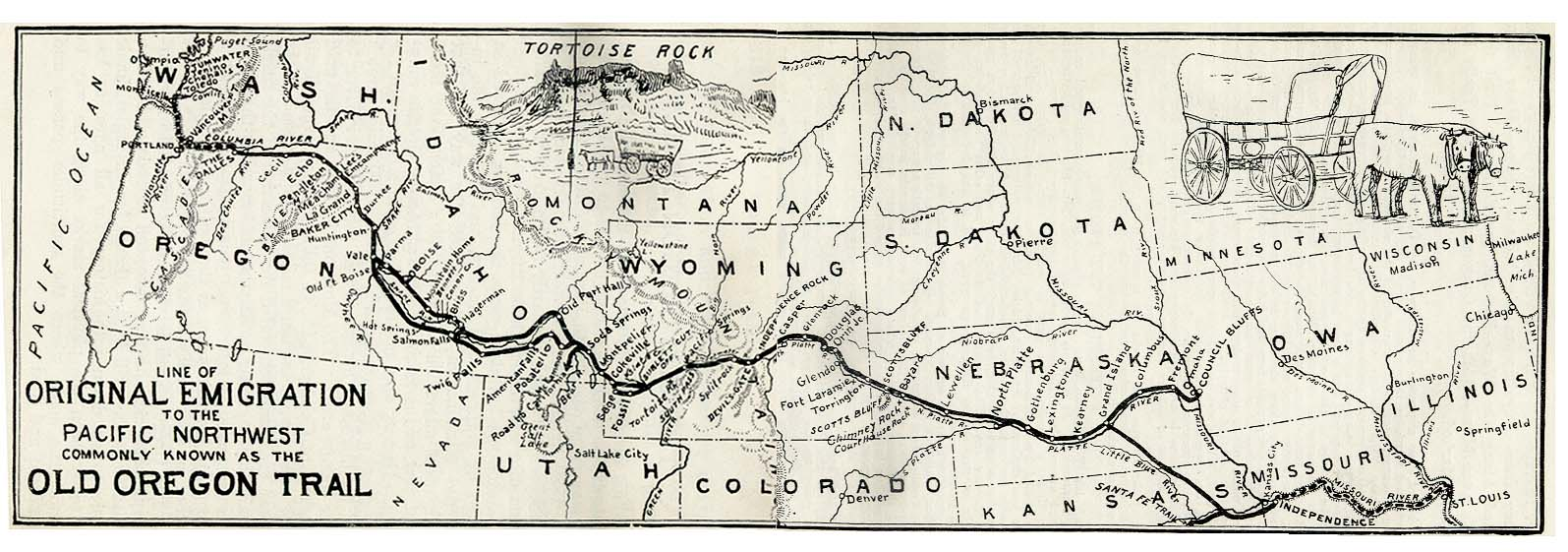
Kaart met de route van de Oregon Trail

Het begin van de Europese kolonisatie van het Noord-Amerikaanse continent beperkte zich vooral tot de oostkust, het zuiden en het extreem zuidwesten van wat nu de Verenigde Staten is. Na afloop van de Amerikaanse Onafhankelijkheidsoorlog bezat de VS een uitgestrekt gebied van New England tot aan Georgia en westelijk tot aan de Mississippi. In 1803 kwam daar het Louisiana Territory bij dat van Frankrijk werd gekocht.
President Thomas Jefferson zond daarna in 1804 een expeditie onder leiding van Meriwether Lewis en William Clark uit om de nieuw verworven gebieden te verkennen en in kaart te brengen. Deze expeditie reikte tot aan de westkust van het continent en verstevigde de Amerikaanse aanspraken op het westelijk deel van het continent. De route van Lewis en Clark liep een stuk noordelijker dan de latere Oregon Trail, omdat zij aan de oostzijde de Missouri lang waren gevolgd naar het noordwesten, in het huidige Montana. Ze concludeerden dat er geen gemakkelijke route tussen de grote rivieren aan de oost- en westzijde bestond zoals gehoopt. De later ontdekte South Pass zou wel een gemakkelijke route over de continentale waterscheiding bieden, zonder de gehele route echt "gemakkelijk" te maken. De expeditie van Lewis en Clark droeg sterk bij tot het ontwaken van een "Manifest Destiny" voor de Verenigde Staten, een roeping om het continent tot aan de Grote Oceaan te gaan bevolken.
Al vrij snel na de expeditie van Lewis en Clark begonnen pioniers naar het westen te trekken. Eerst waren het vooral ontdekkingsreizigers en zogenaamde Mountain men die vooral op bevers jaagden in de Rocky Mountains. Ook wetenschappers trokken naar het grote onbekende. De in 1810 Pacific Fur Company (PFC), een afdeling van de American Fur Company (AFC), van John Jacob Astor zond een team bontjagers onder leiding van Wilson Price Hunt over land naar Oregon. Zij moesten onder meer mogelijke aanvoerroutes zoeken vanuit het oosten voor de bontjagers in Oregon. Hunt probeerde een meer zuidelijke route dan Lewis en Clark en trok door het huidige Wyoming naar het westen. Hij stak de Rockies over via de 2808 meter hoge Union Pass naar Jackson Hole aan de Snake. Vervolgens trok hij over Teton Pass westwaarts om opnieuw bij de Snake uit te komen, deze keer in de brede vlakte in het zuiden van het huidige Idaho. Ze wilden vanaf daar de rivier afvaren via zelfgemaakte boten, maar ontdekten dat de afvaart van de benedenloop van de Snake, voor hij samenvloeit met de Columbia, zeer moeilijk tot onmogelijk was door de diepe kloven en watervallen. In 1812 ontdekte een andere "Astor"-groep op de terugweg onder leiding van Robert Stuart de veel gemakkelijkere South Pass (2259 m), die cruciaal zou worden voor de ontwikkeling van de Oregon Trail. Door de oorlog van 1812 bleef de locatie van de pas geheim. Twaalf jaar na Stuart herontdekten bonthandelaars Jedediah Smith en Thomas Fitzpatrick de route via de South Pass. Deze kon gemakkelijk bereikt worden via de rivieren de Platte, de North Platte en de Sweetwater doorheen het toenmalige nog niet door blanken bevolkte gebied van het latere Nebraska en Wyoming.
In de jaren 1820, onder gezamenlijk Brits/Amerikaans bestuur, ontmoedigde de feitelijke overheid, de Hudson's Bay Company (HBC) de vestiging van Amerikaanse bonthandelaars en kolonisten in Oregon. In 1824 werd Fort Vancouver gesticht, op de noordelijke oever van de Columbia in de omgeving van het huidige Portland. Rond 1830 begon de route die de Oregon Trail zou gaan worden, meer en meer vast te liggen, maar het was pas later dat Oregon ook echt aantrekkelijk werd voor pioniers die zich in het wilde westen vestigen. In 1830 bracht William Sublette de eerste huifkarren tot net over de South Pass. Dit toonde aan dat dit deel van de route gemakkelijk begaanbaar was.

### Bestemming Oregon in plaats van de Plains
De Prairies werden niet erg aantrekkelijk voor kolonisatie geacht en hadden vanaf 1821 geen formele overheidsorganisatie meer, waardoor "land claims" om nederzettingen te bouwen moeilijk waren. Ook in de jaren 1840 leefde de idee nog sterk dat de Great Plains ongeschikt waren, "The Great American Desert", en tot de jaren 1840 was het illegaal om nederzettingen te bouwen in het "unorganized territory" van Nebraska.
De gebieden in wat toen Oregon Country (1818-1846) heette, waren het "eerstvolgende" beschikbare land en trokken wel de aandacht vanwege de gunstige omstandigheden. De grond en het klimaat waren bevorderlijk voor de landbouw. In tegenstelling tot de tussenliggende prairies aan de oostzijde van de Rocky Mountains, die aanvankelijk gereserveerd waren voor de hervestiging van Indianen uit het oosten van de Verenigde Staten, stond de Oregon Country wel open voor kolonisatie. Vanaf de jaren 1830, en vooral vanaf 1840, werd het nieuws over "de Oregon" als een beloofd land met vruchtbare grond bekend in het oosten van de Verenigde Staten. Tot 1846 zou het gebied nog gezamenlijk bestuurd worden door Groot-Brittannië en de Verenigde Staten.

### Vroege migranten op de Oregon Trail (1834-1842)
In 1834 stichtte de methodist Jason Lee een missie bij The Dalles, waar de Columbia de Cascade Range ingaat langs Mount Hood. In 1836 trokken Henry Spalding en Marcus Whitman met hun vrouwen naar Oregon. Ze gebruikten huifkarren tot Fort Hall, lastdieren tot Fort Nez Perce en dreven per boot de Columbia af tot bij Fort Vancouver. Op 1 mei 1839 vertrok een groep van 18 mannen uit Peoria (Illinois) met de bedoeling Oregon te koloniseren voor de Verenigde Staten en de HBC te verjagen. De helft van deze Oregon Dragoons bereikte Oregon. Het volgende jaar, in 1840, reisden Robert Newell, Joseph L. Meek, en hun gezinnen met drie huifkarren tot Fort Nez Perce (of Fort Walla Walla). Dit was de eerste keer dat de Columbia bereikt werd met huifkarren en opende een van de laatste delen van de Oregon Trail voor huifkarren. In 1841 volgde een echte migrantengroep of party (de Bartleson-Bidwell Party) en in 1842 volgde een tweede groep uit Elm Grove (Missouri) met meer dan 100 pioniers.
In 1840 had de HBC drie forten op de Oregon Trail: Fort Hall (overgekocht in 1837), Fort Boise en Fort Nez Perce (net ten zuiden van de monding van de Snake in de Columbia). Fort Vancouver, aan het westelijke uiteinde van de Oregon Trail, bereikte zijn piek in 1840 en zou gaan fungeren als laatste bevoorradingspunt voor aankomende Amerikanen vooraleer ze hun nederzetting stichtten. De forten werden uiterst belangrijke steunpunten voor de reizigers op de route.

### Grote trek van 1843

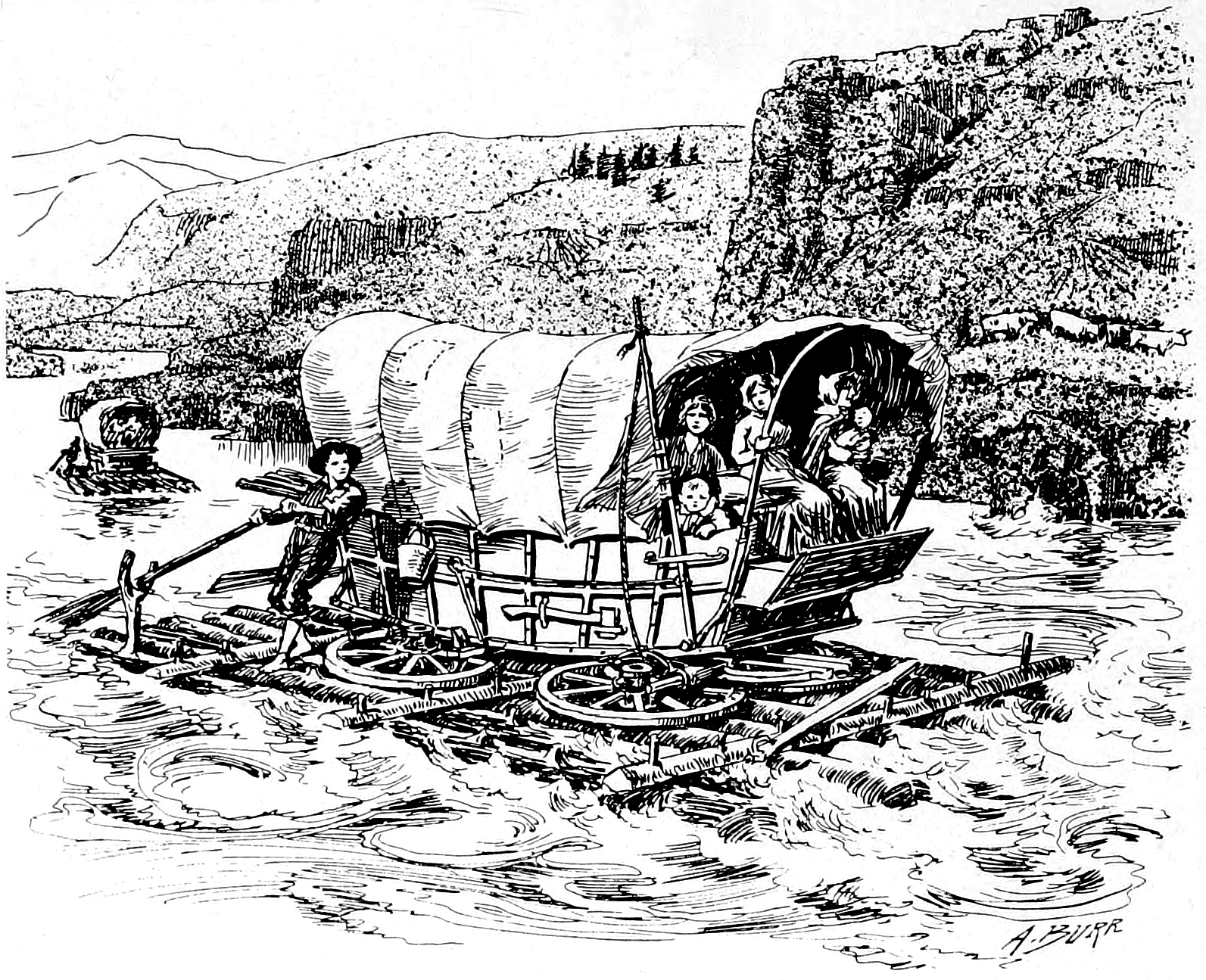
Tijdens de trek van 1843 dienden de huifkarren voor het laatste stuk van de route nog omgebouwd te worden tot vlotten.

Marcus Whitman organiseerde de eerste grote trek over de Oregon Trail. Op 22 mei 1843 ging een groep van zo'n 800 pioniers op weg vanuit Elm Grove, een plaatsje vlak bij Independence, Missouri. De groep verplaatste zich in karren, getrokken door ezels of ossen, allereerst naar het huidige Topeka in Kansas. Daarna zetten zij de tocht voort naar het westen waar in de herfst van 1843 ruim 700 pioniers veilig aankwamen in Oregon. Meer dan 30 pioniers hadden zich onderweg afgesplitst en trokken meer zuidwaarts richting Californië.
Het grootste obstakel voor deze grote groep waren de Blue Mountains in het noordoosten van Oregon (om de benedenloop van de Snake te vermijden), waar ze een route moesten uitzetten in een dicht bos. De huifkarren stopten uiteindelijk bij The Dalles, waar de Columbia de Cascade Range doorgaat. De huifkarren werden voor dit stuk op boten geladen.

### Barlow Road (1846)
In 1846 ten slotte werd de "Barlow Road" in gebruik genomen rond Mount Hood in de Cascade Range. Zo was de Oregon Trail, 3000 kilometer lang, op dat moment volledig begaanbaar voor huifkarren vanaf de Missouri tot de vallei van de Willamette, het eindpunt van de route. In de jaren die volgden trokken honderdduizenden pioniers westwaarts via ruwweg dezelfde route. Er zijn nu nog op enkele plaatsen sporen te vinden die de huifkarren in de modder hebben achtergelaten zoals die te Guernsey.

## De trek westwaarts
Om naar de vruchtbare landen te trekken aan de Westkust had men twee opties. Ofwel zeilde men rond de zuidelijke punt van Zuid-Amerika, een zes maanden durende reis, ofwel liep men over land: een route van meer dan 3000 kilometer, waarbij men meestal vertrok uit Missouri. Zo'n 400.000 pioniers waagden zich aan de reis over land. Pioniers trachten de tocht meestal in één warm seizoen te volbrengen, meestal gedurende zes maanden.
De tocht langs de Oregon Trail was niet makkelijk voor de meeste pioniers en de meesten vingen de tocht aan in min of meer georganiseerde groepen van tientallen tot soms wel honderden mensen. Sommige groepen trokken met de bekende Conestoga-huifkarren, getrokken door ossen, westwaarts. Deze karren bleken echter weinig geschikt voor de tocht en vaak stierven de ossen met een derde van de tocht nog te gaan. De trek door de Rocky Mountains werd ook vele huifkarren fataal en in enkele gevallen bleven de pioniers in onherbergzaam gebied achter. De meeste bezittingen moesten dan worden achtergelaten en alleen wat gedragen of gesleept kon worden werd meegenomen terwijl men te voet verderging.
Al snel schakelde men over naar de Independence-huifkarren, geproduceerd door dezelfde firma die de Conestogas maakte. Deze karren waren meer dan drie meter lang en één meter breed en veel lichter dan de Conestoga-karren. Deze karren waren niet bepaald comfortabel tijdens de tocht en de meeste pioniers liepen langszij.

### Onderweg
Pioniers namen alles mee wat zij voor de reis nodig konden hebben, zoals voedsel en gereedschap voor landbouw voor wanneer zij in Oregon arriveerden. Ook werden runderen en schapen meegenomen.
Een typische trek duurde eerst zo'n 6 maanden maar hoe meer de route werd gebruikt hoe sneller het ging en na enkele jaren duurde het meestal rond de 4 à 5 maanden. Groepen die er langer over deden riskeerden door de winter te worden overvallen in de Rocky Mountains. Naarmate meer en meer pioniers in de trek naar het westen waren voorgegaan, werd de last die meegenomen moest worden verminderd. Veerboten kwamen in gebruik bij de bekende rivieroversteekpunten en nieuwe routes schaafden dagen van de tocht af. Ook werd het minder noodzakelijk om landbouwgereedschap mee te nemen naarmate de aanvoer van goederen in Oregon verbeterde en men aldaar kon aanschaffen wat men nodig had. Een andere noodzaak die niet vergeten mocht worden waren de gereedschappen om de huifkarren onderweg te repareren.
Wapens waren ook een noodzaak, vooral voor de jacht, om het menu wat variabel te houden. Een enkele maal moest een groep pioniers zich ook verweren tegen indianenstammen die hen belaagden hoewel zeker in het begin de relatie met de oorspronkelijke bewoners vrij vriendschappelijk was.

### Voedsel
De meeste ruimte in de huifkarren werd ingenomen door voedingswaren. Gedroogde en gezouten vleeswaren, bloem, rijst, suiker, bonen, fruit en koffie waren enkele van de belangrijkste voorraden die werden vervoerd. Koffie heeft waarschijnlijk vele levens gered onderweg doordat het water hiervoor gekookt moest worden, wat de mogelijk aanwezige bacteriën doodde in het vaak besmette water. De meegenomen dieren leverden verse melk en eieren en, naarmate de tocht vorderde, vers vlees.

### Organisatie van de tocht
Om de trek westwaarts zo succesvol mogelijk te maken hadden veel groepen een strikte organisatie en werden, voor de tocht van start ging, leiders aangewezen en regels opgesteld. Gokken en drinken werden aan banden gelegd en er werd onderweg gezorgd voor zieke leden. Het tempo en de overnachtingen werden zorgvuldig geregeld om te zorgen dat men tijdig de tocht kon afmaken voordat de winter inviel.
Gedurende de avond werden de huifkarren in een cirkel gezet en deden de mannen allerhande reparaties terwijl de vrouwen in de groep voor het avondmaal zorgden. Er werd tijd uitgetrokken voor onderwijs aan de kinderen en sociale activiteiten als zang en dans. Veel groepen hielden een rustdag op zondagen, niet alleen om religieuze redenen maar ook om de dieren te laten rusten en allerhande taken zoals het wassen van kleding te kunnen doen. Gemiddeld werd zo'n 24 km per dag afgelegd.

### Gevaren
Vele gevaren moesten onderweg worden getrotseerd: rivieren die moesten worden overgestoken, extreme weersomstandigheden als hitte, extreme koude, stormen en huifkarren die onherstelbaar werden beschadigd. Ongeveer tien procent van de pioniers die de tocht aanvaardden stierven onderweg door ziekte of ongevallen. Vooral besmettelijke ziektes als cholera en difterie waren een groot probleem door de slechte sanitaire omstandigheden. Veel anderen keerden terug voordat de eindbestemming was bereikt of vestigden zich onderweg.
Hoewel er vele mythes de ronde deden over aanvallen van indianen was het gevaar daarvan relatief klein: verreweg de meeste doden onder de pioniers sneuvelden, zoals al gezegd, door ziektes en ongevallen en zeker niet door aanvallende indianen. Een enkele maal was er inderdaad een gewelddadig treffen tussen pioniers en de oorspronkelijke bewoners langs de route van de Oregon Trail, en verslagen van de hevigste gevechten versterkten alleen maar de "indianenverhalen" hieromtrent.

## De route

### Missouri – South Pass

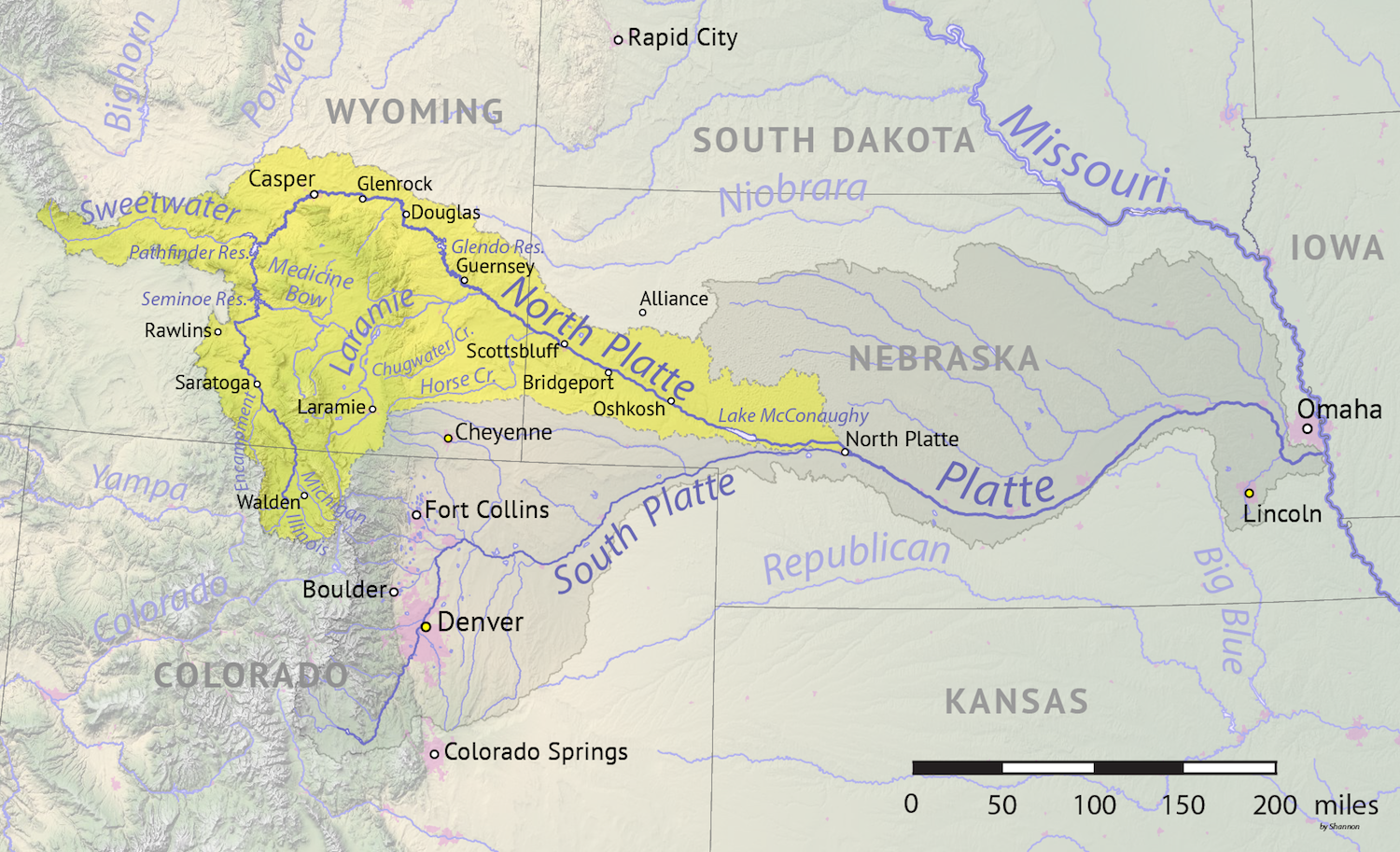
Het stroomgebied van de North Platte en zijrivier Sweetwater

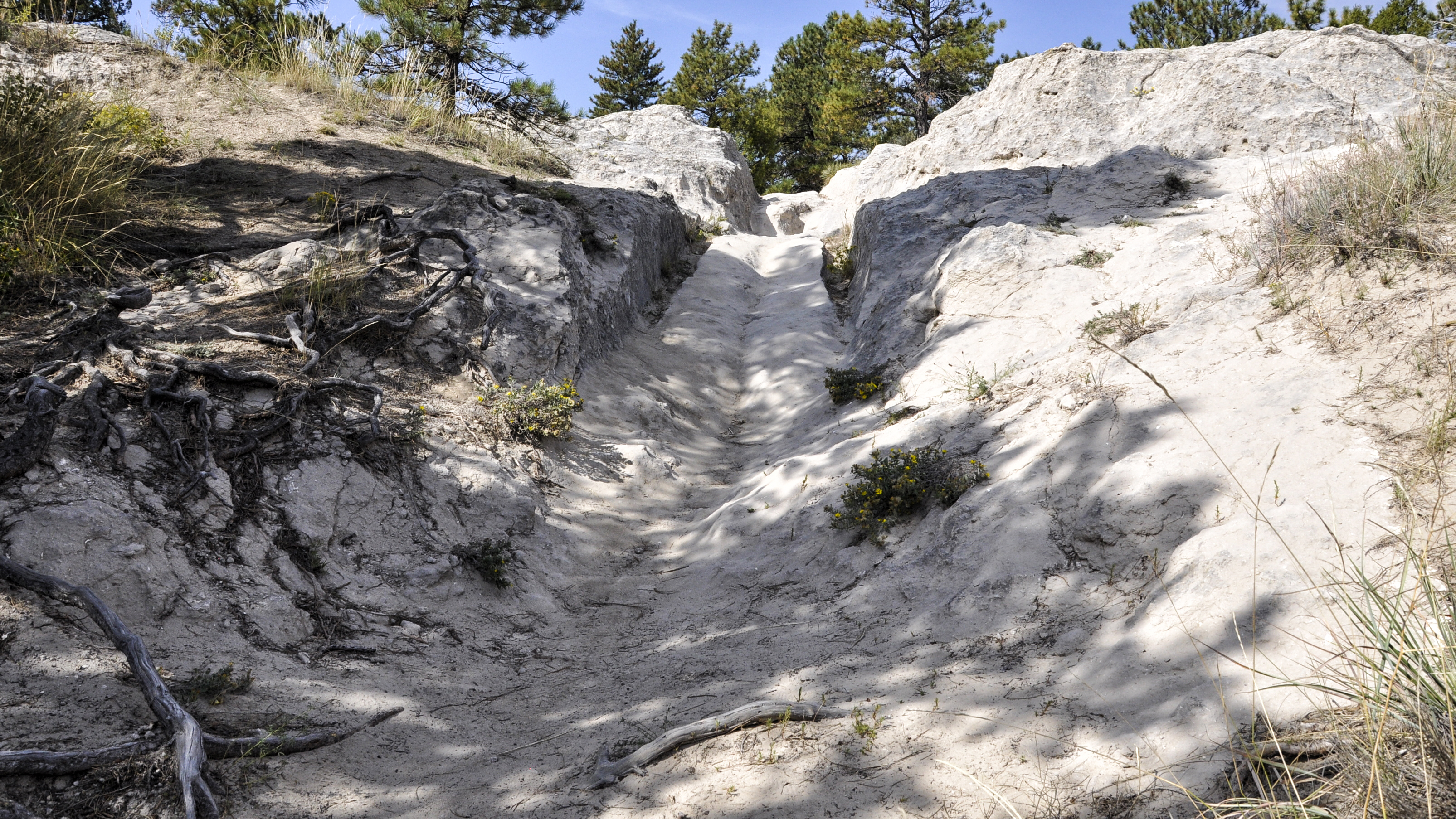
Wagensporen langs de North Platte nabij Guernsey in Wyoming, net voorbij Fort Laramie

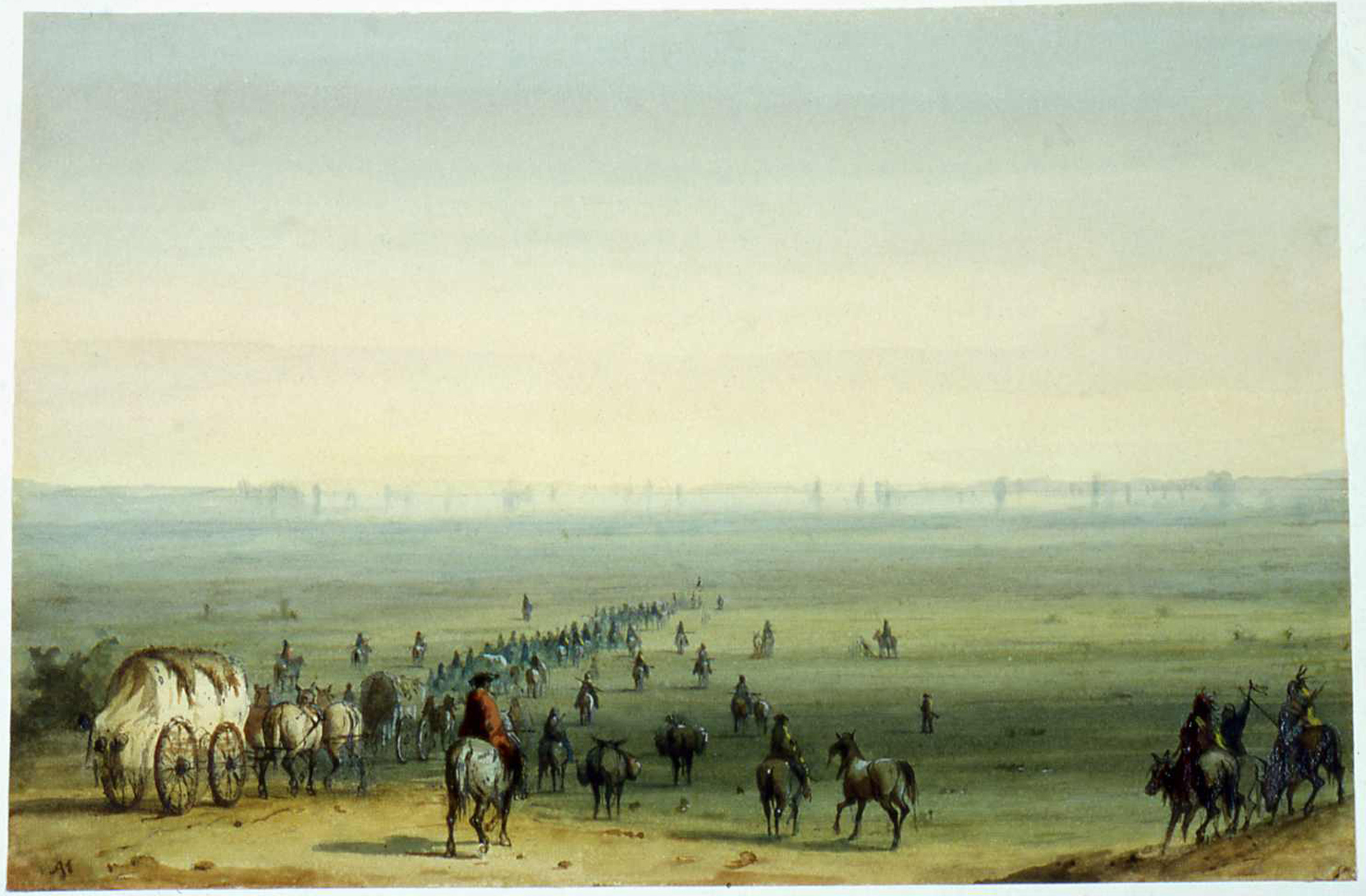
Mirage op de prairie, geschilderd door Alfred Jacob Miller tussen 1858 en 1860

Het officiële begin van de Oregon Trail is in Independence, Missouri, maar verschillende groepen vertrokken vanaf diverse plaatsen in Missouri en Iowa. Independence ligt aan de rivier de Missouri en was bereikbaar per boot vanaf de Mississippi. Vanaf daar ging het door de graslanden van de prairies, Kansas en Nebraska. Uiteindelijk convergeerden de verschillende aanlooproutes bij Fort Kearny op de Platte in Nebraska. Fort Kearny was een legerpost gesticht in 1848 en bood gedurende twintig jaar een veilige rustplaats in dit nieuwe, vijandige land. Tot 1854 was dit immers ongeorganiseerd territorium van de Verenigde Staten.

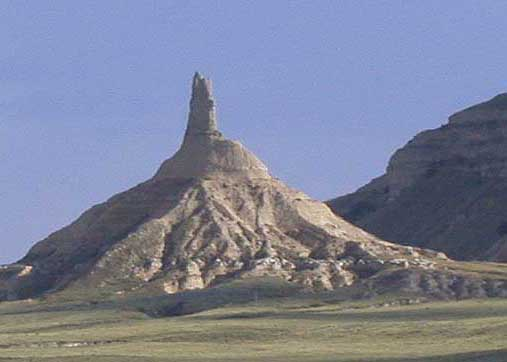
Chimney Rock langs de route van de Oregon Trail

Onderweg waren er markeerpunten die gebruikt werden om te bepalen hoe vlot de tocht verliep. In Nebraska volgde de Oregon Trail voor een groot deel de rivieren de Platte en de North Platte. Pioniers in de jaren 1860 konden hun voortgang ook bepalen via de rustpunten langs de Platte die de rijders van de Pony Express gebruikten. Bekende natuurlijke rotsformaties zoals Chimney Rock in Nebraska waren al een aantal dagen voordat ze bereikt werden, te zien voor de pioniers. Andere bekende rotsformaties waren Jail Rock en Scotts Bluff waar men nu nog de sporen van de vele duizenden huifkarren die er passeerden kan zien.

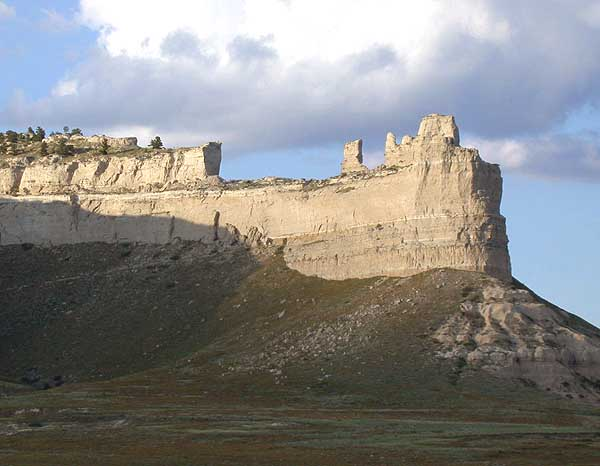
Scotts Bluff langs de route van de Oregon Trail

Vanaf Fort Kearny werd de Platte en de North Platte gevolgd westwaarts door Nebraska naar de tegenwoordige staat Wyoming. Hierna begonnen de Prairies langzaam aan over te gaan in een heuvelachtig landschap naarmate men de Rocky Mountains naderde. In Wyoming is Register Rock waar vele honderden emigranten hun naam in de rotsen kerfden. Deze namen zijn nu nog te zien. Het volgende hoogtepunt was Independence Rock, zo genoemd omdat deze op 4 juli 1824 door Jedediah Smith ontdekt was én omdat de migranten deze rots best vóór 4 juli passeerden om op tijd aan de westkust te raken.
Langs de North Platte werd Fort Laramie bereikt, een in de jaren 1830 gestichte handelspost en vanaf 1849 een militaire legerpost. Verder leidde de Oregon Trail langs de rivier de Sweetwater naar de continentale waterscheiding.

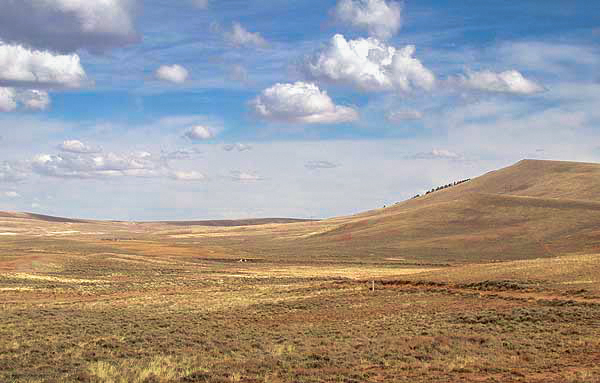
De open vlakte van de South Pass

De waterscheiding werd gepasseerd op de gemakkelijke South Pass, tegenwoordig in het oosten van Wyoming.

### South Pass – Fort Hall

Fort Hall was een belangrijke post op de Oregon Trail

Na de South Pass trok men het territorium van de Oregon Country in, voor 1849 was dit een niet officieel deel van de Verenigde Staten maar gebied betwist tussen de VS en Groot-Brittannië. De route door Wyoming en het tegenwoordige Idaho was moeilijk, door onherbergzame berg- en vulkanische landschappen.
Zo werd na de South Pass de Big Sandy River gevolgd, een zijrivier van de Green River, die op zijn beurt een belangrijke zijrivier is van de Colorado. Vervolgens diende men die de Green River over te steken, een relatief diepe rivier waar al snel een ferrydienst zou uitgebaat gaan worden. Uiteindelijk bereikte men Fort Bridger, een bonthandelspost die in 1842 gesticht werd en een belangrijk punt werd langs de Oregon Trail. De Mormon Trail, richting Salt Lake City, die in 1847 ontwikkeld werd, splitste hier af naar het zuidwesten, terwijl de Oregon en California Trails verder naar het noordwesten liepen tot Fort Hall in het zuidoosten van het Oregon Territory (tegenwoordig in de staat Idaho). De Oregon en California Trail gingen vanaf Fort Bridger eerst westelijk tot de vallei van de Bear River om daar noordwaarts te draaien. De Bear werd via het huidige Montpellier gevolgd tot Soda Springs, waar men vaak even pauzeerde, alvorens de Portneuf een tijdje stroomopwaarts te volgen en over het noordelijke deel van de Portneuf Range te trekken tot Fort Hall. De afstand van Fort Bridger tot Fort Hall was ongeveer 340 kilometer lang en duurde gewoonlijk negen tot twaalf dagen.

#### Sublette Cutoff
Later ontstond er een kortere versie die niet langs Fort Bridger passeerde maar vanaf de "Parting of the Ways", twintig mijl ten westen van de South Pass, een directe westelijke route volgde. Deze "Sublette cutoff" bestond tussen de Big Sandy River en de Green River echter uit een zeer droog gebied, maar was wel 80 kilometer korter dan de route via Fort Bridger. Na de oversteek van de Green moest men ook nog over 2400 meter hoge bergpassen om bij Cokeville de hoofdroute langs de Bear River te bereiken.

### Fort Hall – Oregon City

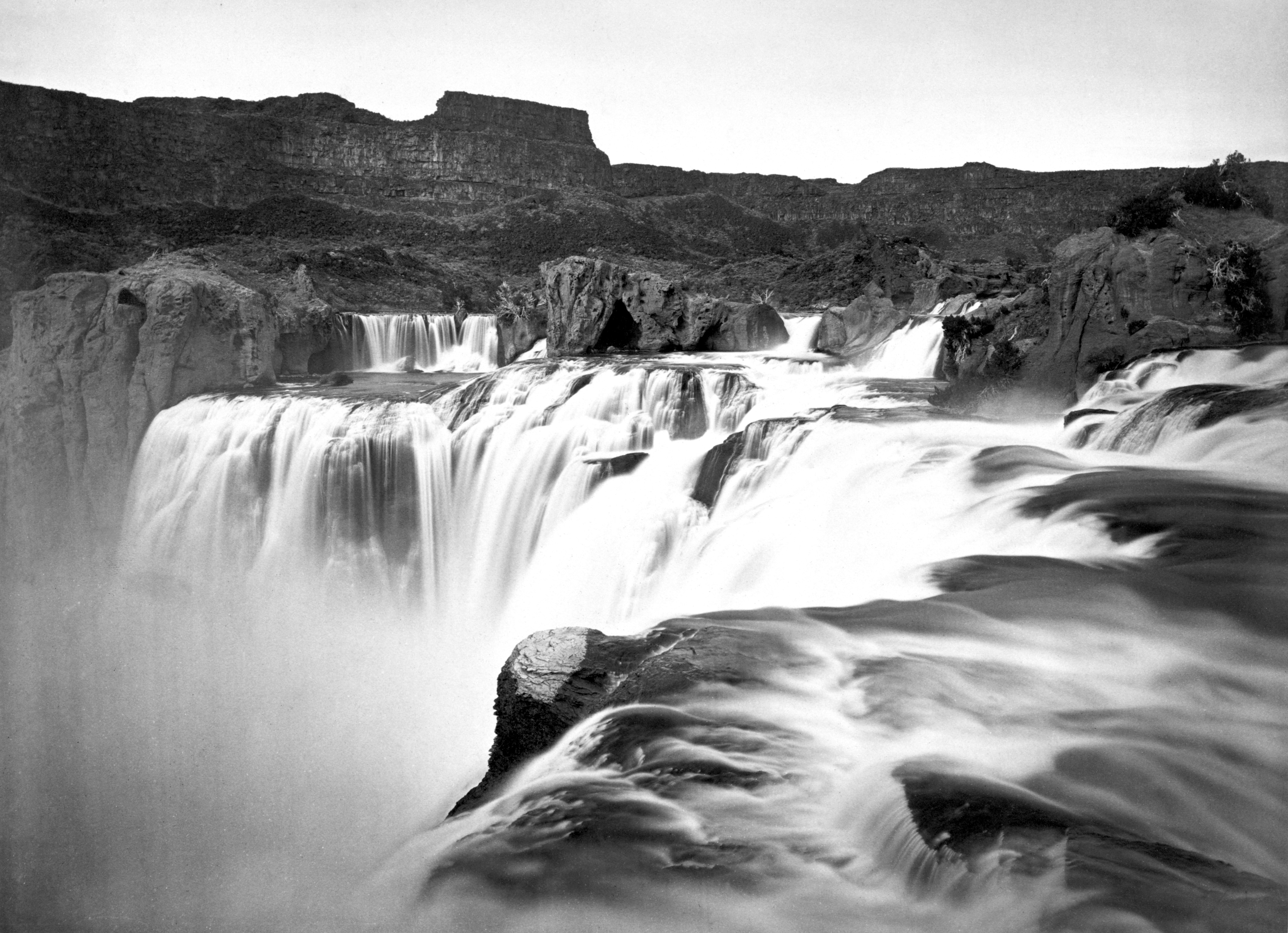
De Shoshone Falls op de Snake in 1874, nabij het huidige Twin Falls in het zuiden van Idaho

Bij Fort Hall bereikte men de Snake River, waar men in het begin vaak de huifkarren achterliet omdat verderop de weg te moeilijk werd. Zo'n 80 kilometer ten zuidwesten van Fort Hall splitste de California Trail zich af naar het zuidwesten. De Oregon Trail bleef de Snake River stroomafwaarts volgen naar het westen en om dan bij Three Island Crossing, het huidige Glenns Ferry de Snake over te steken. De vallei van de rivier de Boise had veel gras voor de dieren, maar bij Fort Boise moest de Snake opnieuw overgestoken worden. Fort Boise was tot 1854 een handelspost van de Hudson's Bay Company op de rechteroever van de Snake, net na de monding van de Boise.
Omdat de benedenloop van de Snake onbevaarbaar is, verlieten de migranten bij Farewell Bend (bij het huidige Huntington in het uiterste zuidoosten van de staat Oregon) de Snake. Ze moesten wel het plateau van de Blue Mountains oversteken via de in 1843 vrijgemaakte weg. Uiteindelijk bereikte men de grote rivier de Columbia.
Waar de Oregon Trail langs de Columbia de Cascade Range naderde (in The Dalles), werden in de eerste jaren de huifkarren achtergelaten en ging het over de rivier te voet verder. Na 1846 echter konden ook de karren verder op een weg rond Mount Hood (de Barlow Road). Het uiteindelijke eindpunt van de Oregon Trail is Oregon City, de oude hoofdstad van het territorium, ruim 3000 kilometer van Independence.

#### Snake River Cutoff
Vanaf 1848 werd bij de Snake een variant ontwikkeld die op de zuidelijke oever bleef. Men ging niet naar de Three Island Crossing, maar bleef op de zuidelijke oever. Dit was een moeilijker pad met minder water en gras met af en toe steile afdalingen en klimmen om bij het water van de Snake te geraken. Het voordeel was echter wel dat de twee gevaarlijke oversteken van de Snake (bij Three Island Crossing en Fort Boise) vermeden werden. Beide routes kwamen terug bij mekaar nabij het huidige Ontario. Later ontstonden er ook noordelijke varianten die de Snake een eerste keer al in de buurt van Fort Hall overstaken en zo de oversteek bij Three Island Crossing vermeden.

#### Meek Cutoff en Free Emigrant Road

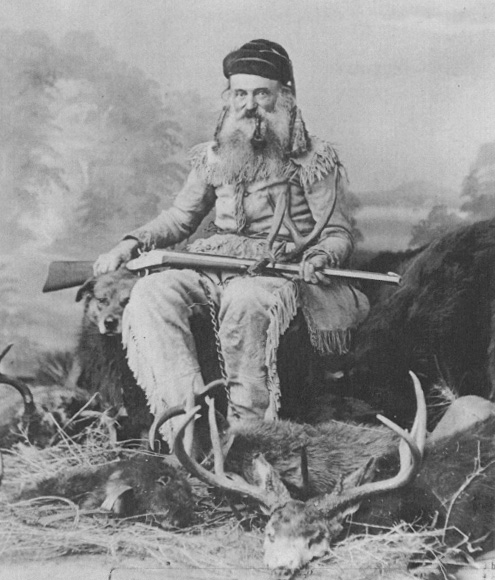
Stephen Meek

In 1845 probeerde voormalig bontjager Stephen Meek een kortere route tussen de vlakte van de Snake bij Vale en het zuidelijke deel van de Willamettevallei. Deze route was ongeveer 210 kilometer korter voor bestemmingen in het zuiden van de Willamettevallei. Meek nam ongeveer 1000 migranten mee op wat een heel moeilijke reis zou worden. De route voerde immers dwars door de Oregon High Desert, in het ruime zuidoosten van de huidige staat. Meek volgde de Malheure stroomopwaarts naar het Harney Basin en passeerde Wagontire Mountain. Vervolgens raakte de groep de weg kwijt bij de Crooked River. Uiteindelijk kon men de rivier de Deschutes volgen die uitkwam bij de The Dalles aan de Columbia. Ondanks het slechter wedervaren van Meek werd in 1852 en 1853 een "weg" aangelegd over de Cascades ten oosten van de Willamettevallei. Deze weg moest de zuidelijke Willamettevallei verbinden met de route van Meek en zou gratis zijn, in tegenstelling tot de Barlow Road die de Cascades bij de Columbia overstak. Er werd echter geen echte weg aangelegd: er werden louter bomen geveld zodat huifkarren zouden kunnen passeren. Deze operatie was afgerond tegen de lente van 1853 en in hetzelfde jaar vertrok een tweede groep onder leiding van Elijah Elliott uit Vale westwaarts. Ook zij ondervonden veel problemen, maar konden de Cascades wel oversteken. In 1854 volgde nog een groep onder leiding van William Macy die de route zonder veel problemen aflegde, maar nadien zou deze weg nog maar weinig gebruikt worden.

### Applegate Trail
De Applegate Trail, of de zuidelijke route naar Oregon, volgde bij Fort Hall eerst de California Trail om dan de Humboldt te volgen en uiteindelijk naar het noordwesten te gaan door de Black Rock Desert. Hierna werd het Goose Lake bereikt op het Modoc Plateau. Hier splitste de route in twee. De Applegate Trail, een langer alternatief voor de gevaarlijke passages van de Snake en Columbia op de Oregon Trail, ging vanaf 1846 noordwaarts naar de Willamettevallei in Oregon. De Lassen Trail, een onnodig lange route, ging vanaf 1848 zuidwaarts om het noorden van Californië te bereiken.